# Касимбиньяс
Касимбиньяс (порт. Cacimbinhas) — муниципалитет в Бразилии, входит в штат Алагоас. Составная часть мезорегиона Сельскохозяйственный район штата Алагоас. Входит в экономико-статистический микрорегион Палмейра-дуз-Индиус. Занимает площадь 273,9 км².

## История
Город основан в 1958 году.

## География
Климат местности: тропический.